# Seznam medailistů na letních olympijských hrách v běhu na 110 m překážek muži a 100 m překážek ženy
Historický přehled medailistů v běhu na 110 metrů překážek na letních olympijských hrách:

## Medailisté

### Muži (110 m překážek)
| Rok  | Místo          | Zlato            | Výkon vítěze | Stříbro            | Bronz               |
| ---- | -------------- | ---------------- | ------------ | ------------------ | ------------------- |
| 1896 | Atény          | Thomas Curtis    | 17,6         | Grantley Goulding  | neudělena           |
| 1900 | Paříž          | Alvin Kraenzlein | 15,4         | John McClean       | Frederick Moloney   |
| 1904 | St. Louis      | Frederick Schule | 16,0         | Thaddeus Schideler | Lesley Ashburner    |
| 1908 | Londýn         | Forrest Smithson | 15,0         | John Garrels       | Arthur Shaw         |
| 1912 | Stockholm      | Fred Kelly       | 15,1         | James Wendell      | Martin Hawkins      |
| 1920 | Antverpy       | Tommy Thomson    | 14,8         | Harold Barron      | Frederick Murray    |
| 1924 | Paříž          | Dan Kinsey       | 15,0         | Sid Atkinson       | Sten Pettersson     |
| 1928 | Amsterodam     | Sid Atkinson     | 14,8         | Steve Anderson     | John Collier        |
| 1932 | Los Angeles    | George Saling    | 14,6         | Percy Beard        | Donald Finlay       |
| 1936 | Berlín         | Forrest Towns    | 14,2         | Donald Finlay      | Fritz Pollard       |
| 1948 | Londýn         | William Porter   | 13,9         | Clyde Scott        | Craig Dixon         |
| 1952 | Helsinky       | Harrison Dillard | 13,7         | Jack Davis         | Arthur Barnard      |
| 1956 | Melbourne      | Lee Calhoun      | 13,5         | Jack Davis         | Joel Shankle        |
| 1960 | Řím            | Lee Calhoun      | 13,8         | Willie May         | Hayes Jones         |
| 1964 | Tokio          | Hayes Jones      | 13,67        | Blaine Lindgren    | Anatolij Michajlov  |
| 1968 | Mexico City    | Willie Davenport | 13,33        | Ervin Hall         | Eddy Ottoz          |
| 1972 | Mnichov        | Rod Milburn      | 13,24        | Guy Drut           | Thomas Hill         |
| 1976 | Montréal       | Guy Drut         | 13,30        | Alejandro Casanas  | Willie Davenport    |
| 1980 | Moskva         | Thomas Munkelt   | 13,39        | Alejandro Casanas  | Alexandr Pučkov     |
| 1984 | Los Angeles    | Roger Kingdom    | 13,20        | Greg Foster        | Arto Bryggare       |
| 1988 | Soul           | Roger Kingdom    | 12,98        | Colin Jackson      | Tony Campbell       |
| 1992 | Barcelona      | Mark McKoy       | 13,12        | Tony Dees          | Jack Pierce         |
| 1996 | Atlanta        | Allen Johnson    | 12,95        | Mark Crear         | Florian Schwarthoff |
| 2000 | Sydney         | Anier García     | 13,00        | Terrence Trammell  | Mark Crear          |
| 2004 | Atény          | Liou Siang       | 12,91 - OR   | Terrence Trammell  | Anier García        |
| 2008 | Peking         | Dayron Robles    | 12,93        | David Payne        | David Oliver        |
| 2012 | Londýn         | Aries Merritt    | 12,92        | Jason Richardson   | Hansle Parchment    |
| 2016 | Rio de Janeiro | Omar McLeod      | 13,05        | Orlando Ortega     | Dimitri Bascou      |
| 2020 | Tokio          | Hansle Parchment | 13,04        | Grant Holloway     | Ronald Levy         |
| 2024 | Paříž          | Grant Holloway   | 12,99        | Daniel Roberts     | Rasheed Broadbell   |

## Medailové pořadí zemí
| Pořadí             | Země                                 | Zlato | Stříbro | Bronz | Celkem |
| ------------------ | ------------------------------------ | ----- | ------- | ----- | ------ |
| 1.                 | Spojené státy americké (USA)         | 20    | 21      | 17    | 58     |
| 2.                 | Kuba (CUB)                           | 2     | 2       | 1     | 5      |
| 3.                 | Jamajka (JAM)                        | 2     | 0       | 2     | 4      |
| 4.                 | Kanada (CAN)                         | 2     | 0       | 0     | 2      |
| 5.                 | Francie (FRA)                        | 1     | 1       | 1     | 3      |
| 6.                 | Jihoafrická republika (RSA)          | 1     | 1       | 0     | 2      |
| 7.                 | Německá demokratická republika (GDR) | 1     | 0       | 0     | 1      |
| 8.                 | Čína (CHN)                           | 1     | 0       | 0     | 1      |
| 9.                 | Velká Británie (GBR)                 | 0     | 4       | 1     | 5      |
| 10.                | Španělsko (ESP)                      | 0     | 1       | 0     | 1      |
| 11.                | Německo (GER)                        | 0     | 0       | 2     | 2      |
| 12.                | Sovětský svaz (URS)                  | 0     | 0       | 2     | 2      |
| 13.                | Finsko (FIN)                         | 0     | 0       | 1     | 1      |
| 14.                | Itálie (ITA)                         | 0     | 0       | 1     | 1      |
| 15.                | Švédsko (SWE)                        | 0     | 0       | 1     | 1      |
| Celkem po LOH 2024 | Celkem po LOH 2024                   | 30    | 30      | 29    | 89     |

### Ženy (80 m překážek)
Ženy – od roku 1932 do roku 1968
| Rok  | Místo       | Zlato                  | Výkon vítěze | Stříbro              | Bronz                 |
| ---- | ----------- | ---------------------- | ------------ | -------------------- | --------------------- |
| 1932 | Los Angeles | Mildred Didriksonová   | 11,7         | Evelyne Hallová      | Marjorie Clarková     |
| 1936 | Berlín      | Trebisonda Vallaová    | 11,7         | Anni Steuerová       | Elizabeth Taylorová   |
| 1948 | Londýn      | Fanny Blankers–Koenová | 11,2         | Maureen Gardnerová   | Shirley Stricklandová |
| 1952 | Helsinky    | Shirley Stricklandová  | 10,9         | Marija Golubničaja   | Maria Sanderová       |
| 1956 | Melbourne   | Shirley Stricklandová  | 10,7         | Gisela Birkemeyerová | Norma Throwerová      |
| 1960 | Řím         | Irina Pressová         | 10,8         | Carole Quintonová    | Gisela Birkemeyerová  |
| 1964 | Tokio       | Karin Balzerová        | 10,54        | Teresa Ciepły        | Pam Kilbornová        |
| 1968 | Mexico City | Maureen Cairdová       | 10,39 - OR   | Pam Kilbornová       | Ťi Čeng               |

### Ženy (100 m překážek)
Ženy – od roku 1972
| Rok  | Místo          | Zlato                    | Výkon vítěze | Stříbro                   | Bronz                               |
| ---- | -------------- | ------------------------ | ------------ | ------------------------- | ----------------------------------- |
| 1972 | Mnichov        | Annelie Ehrhardtová      | 12,59        | Valeria Bufanuová         | Karin Balzerová                     |
| 1976 | Montréal       | Johanna Schallerová      | 12,77        | Taťjana Anisimovová       | Natalja Lebeděvová                  |
| 1980 | Moskva         | Věra Komisovová          | 12,56        | Johanna Klierová          | Lucyna Langerová                    |
| 1984 | Los Angeles    | Benita Fitzgeraldová     | 12,84        | Shirley Strongová         | Michele Chardonnetová Kim Turnerová |
| 1988 | Soul           | Jordanka Donkovová       | 12,38        | Gloria Siebertová         | Claudia Zaczkiewiczová              |
| 1992 | Barcelona      | Voula Patoulidou         | 12,64        | LaVonna Martinová         | Jordanka Donkovová                  |
| 1996 | Atlanta        | Ludmila Engquistová      | 12,58        | Brigita Bukovecová        | Patricia Girardová                  |
| 2000 | Sydney         | Olga Šišiginová          | 12,65        | Glory Alozieová           | Melissa Morrisonová                 |
| 2004 | Atény          | Joanna Hayesová          | 12,37        | Olena Krasovská           | Melissa Morrisonová                 |
| 2008 | Peking         | Dawn Harperová           | 12,54        | Sally Pearsonová          | Priscilla Schliepová                |
| 2012 | Londýn         | Sally Pearsonová         | 12,35        | Dawn Harperová            | Kellie Wellsová                     |
| 2016 | Rio de Janeiro | Brianna Rollinsová       | 12,48        | Nia Aliová                | Kristi Castlinová                   |
| 2020 | Tokio          | Jasmine Camacho-Quinnová | 12,37        | Kendra Harrisonová        | Megan Tapperová                     |
| 2024 | Paříž          | Masai Russellová         | 12,33 - OR   | Cyréna Sambaová-Mayelaová | Jasmine Camacho-Quinnová            |

## Medailové pořadí zemí
| Pořadí             | Země                                 | Zlato | Stříbro | Bronz | Celkem |
| ------------------ | ------------------------------------ | ----- | ------- | ----- | ------ |
| 1.                 | Spojené státy americké (USA)         | 5     | 4       | 5     | 14     |
| 2.                 | Německá demokratická republika (GDR) | 2     | 2       | 1     | 5      |
| 3.                 | Sovětský svaz (URS)                  | 1     | 1       | 1     | 3      |
| 4.                 | Austrálie (AUS)                      | 1     | 1       | 0     | 2      |
| 5.                 | Bulharsko (BUL)                      | 1     | 0       | 1     | 2      |
| 6.                 | Portoriko (PUR)                      | 1     | 0       | 1     | 2      |
| 7.                 | Řecko (GRE)                          | 1     | 0       | 0     | 1      |
| 8.                 | Kazachstán (KAZ)                     | 1     | 0       | 0     | 1      |
| 9.                 | Švédsko (SWE)                        | 1     | 0       | 0     | 1      |
| 10.                | Francie (FRA)                        | 0     | 1       | 2     | 3      |
| 11.                | Velká Británie (GBR)                 | 0     | 1       | 0     | 1      |
| 12.                | Nigérie (NGR)                        | 0     | 1       | 0     | 1      |
| 13.                | Rumunsko (ROU)                       | 0     | 1       | 0     | 1      |
| 14.                | Slovinsko (SLO)                      | 0     | 1       | 0     | 1      |
| 15.                | Ukrajina (UKR)                       | 0     | 1       | 0     | 1      |
| 16.                | Kanada (CAN)                         | 0     | 0       | 1     | 1      |
| 17.                | Polsko (POL)                         | 0     | 0       | 1     | 1      |
| 18.                | Západní Německo (FRG)                | 0     | 0       | 1     | 1      |
| 19.                | Jamajka (JAM)                        | 0     | 0       | 1     | 1      |
| Celkem po LOH 2024 | Celkem po LOH 2024                   | 14    | 14      | 15    | 43     |